# Finn Jones
Finn Jones (tên khai sinh: Terence Jones; sinh ngày 24 tháng 3 năm 1988) là một nam diễn viên người Anh Quốc. Anh được người ta biết đến nhiều nhất nhờ vai diễn Loras Tyrell trong loạt phim HBO có tựa Game of Thrones. Hiện anh đang đóng Danny Rand trong chương trình truyền hình Netflix Iron Fist, The Defenders, và Luke Cage, nằm trong vũ trụ điện ảnh Marvel.

## Sự nghiệp
Jones học tại Arts Educational Schools trong khóa học diễn viên 3 năm. Trước thời gian học này anh là sinh viên Hayes School ở Bromley.

## Danh sách phim

### Điện ảnh
- Awake
- Leatherface
- The last showing

### Truyền hình
- Iron Fist
- Luke Cage
- Defenders

…